# Hiroshi Nanami
Hiroshi Nanami (名波 浩 Nanami Hiroshi?,  nacido el 28 de noviembre de 1972 en Fujieda, Shizuoka) es un exfutbolista y actual entrenador japonés. Jugaba de centrocampista y su último club fue el Júbilo Iwata de Japón. Actualmente dirige a este mismo equipo.

## Clubes
| Club                  | País   | Año         |
| --------------------- | ------ | ----------- |
| Júbilo Iwata          | Japón  | 1995 - 1999 |
| F.B.C. Unione Venezia | Italia | 1999 - 2000 |
| Júbilo Iwata          | Japón  | 2000 - 2005 |
| Cerezo Osaka          | Japón  | 2006        |
| Tokyo Verdy           | Japón  | 2007        |
| Júbilo Iwata          | Japón  | 2007 - 2008 |

## Estadísticas

### Selección nacional
Fuente:
| Selección de Japón | Selección de Japón | Selección de Japón |
| Año                | Part.              | Goles              |
| ------------------ | ------------------ | ------------------ |
| 1995               | 2                  | 2                  |
| 1996               | 13                 | 1                  |
| 1997               | 21                 | 3                  |
| 1998               | 11                 | 0                  |
| 1999               | 6                  | 0                  |
| 2000               | 12                 | 3                  |
| 2001               | 2                  | 0                  |
| Total              | 67                 | 9                  |

#### Participaciones en fases finales
| Torneo                         | Sede                   | Resultado        | Partidos | Goles |
| ------------------------------ | ---------------------- | ---------------- | -------- | ----- |
| Copa Asiática 1996             | Emiratos Árabes Unidos | Cuartos de final | 4        | 1     |
| Copa Mundial de Fútbol de 1998 | Francia                | Primera fase     | 3        | 0     |
| Copa América 1999              | Paraguay               | Primera fase     | 3        | 0     |
| Copa Asiática 2000             | Líbano                 | Campeón          | 6        | 3     |